# GoJa Music Hall
GoJa Music Hall je divadelní scéna, nacházející se na pražském výstavišti v blízkosti divadla Spirála.

## Scéna
Divadlo se využívá ke konání muzikálových i divadelních představení, tanečních a hudebních festivalů, multimediálních show, módních přehlídek a dalších kulturních akcí.
Budova byla postavena v roce 1991, též byla využívána jako veletržní pavilon, později zde vzniklo divadlo s názvem Pyramida.
V roce 2002 byla budova divadla zasažena a poškozena povodní. Po následné rekonstrukci byla scéna přejmenována se na GoJa Music Hall, podle počátečních písmen příjmení majitelů Karla Gotta a Františka Janečka.
V roce 2010 po neshodách Karel Gott společný projekt GoJa opustil a František Janeček věnoval produkci muzikálů pod záštitou agentury GoJa a vydávání alb založených na písních z těchto muzikálů. Po roce 2018 je sice stále oficiálně producentem a vedoucím agentury GoJa, ale sám žije v zahraničí a agentuře se příliš nevěnuje.